# Malcolm Hill
Malcolm Hill (ur. 26 października 1995 w Saint Louis) – amerykański koszykarz, występujący na pozycji skrzydłowego, od 2023 zawodnik New Orleans Pelicans oraz zespołu G-League – Birmingham Squadron.
Przez lata występował w letniej lidze NBA. Reprezentował Oklahoma City Thunder (2017), Utah Jazz (2018), New Orleans Pelicans (2021).
14 stycznia 2022 podpisał 10-dniową umowę z Chicago Bulls. Pięć dni później zawarł z klubem umowę na występy w NBA oraz zespole G-League – Windy City Bulls. 21 lutego 2023 został zwolniony. 30 września 2023 dołączył do New Orleans Pelicans. 22 października 2023 opuścił klub. Siedem dni później podpisał kolejny kontrakt z Birmingham Squadron. 22 lutego 2024 podpisał kolejną umowę z New Orleans Pelicans i Birmingham Squadron.

## Osiągnięcia
Stan na 7 marca 2024, na podstawie, o ile nie zaznaczono inaczej.
NCAA
- Uczestnik turnieju Portsmouth Invitational Tournament (2017)
- Zaliczony do:
  - I składu turnieju:
    - NIT Season Tip-Off (2017)
    - Las Vegas Invitational (2015)

  - II składu Big Ten (2016, 2017)
  - składu honorable mention All-Big Ten (2015)
- Zawodnik tygodnia Big Ten (14.11.2016)
- Lider Big 10 w liczbie celnych rzutów wolnych (193 – 2016)

Drużynowe
- Mistrz Kazachstanu (2020)
- Uczestnik międzynarodowych rozgrywek:
  - Ligi Mistrzów (2017–2019, 2020/2021)
  - VTB United League (2019/2020)
  - Ligi Bałkańskiej (2020/2021)

Indywidualne
- Uczestnik meczu gwiazd VTB (2020)
- Lider VTB w średniej punktów (2020)